# Ağdaş
Ağdaş – miasto w centralnym Azerbejdżanie, stolica rejonu Ağdaş. Liczy 24 952 mieszkańców (dane na rok 2008). Ośrodek przemysłowy.